# Монтульё (Арьеж)
Монтульё́ (фр. Montoulieu) — коммуна во Франции, находится в регионе Юг — Пиренеи. Департамент коммуны — Арьеж. Входит в состав кантона Фуа-Рюраль. Округ коммуны — Фуа.
Код INSEE коммуны — 09210.

## Население
Население коммуны на 2008 год составляло 364 человека.
| 1962 | 1968 | 1975 | 1982 | 1990 | 1999 | 2008 |
| ---- | ---- | ---- | ---- | ---- | ---- | ---- |
| 239  | 398  | 202  | 220  | 278  | 305  | 364  |

## Экономика
В 2007 году среди 236 человек в трудоспособном возрасте (15—64 лет) 165 были экономически активными, 71 — неактивными (показатель активности — 69,9 %, в 1999 году было 74,7 %). Из 165 активных работали 143 человека (77 мужчин и 66 женщин), безработных было 22 (12 мужчин и 10 женщин). Среди 71 неактивных 17 человек были учениками или студентами, 31 — пенсионерами, 23 были неактивными по другим причинам.

## Достопримечательности
- Башня на месте старого замка
- Церковь Монтульё
- Мост дьявола

## Фотогалерея

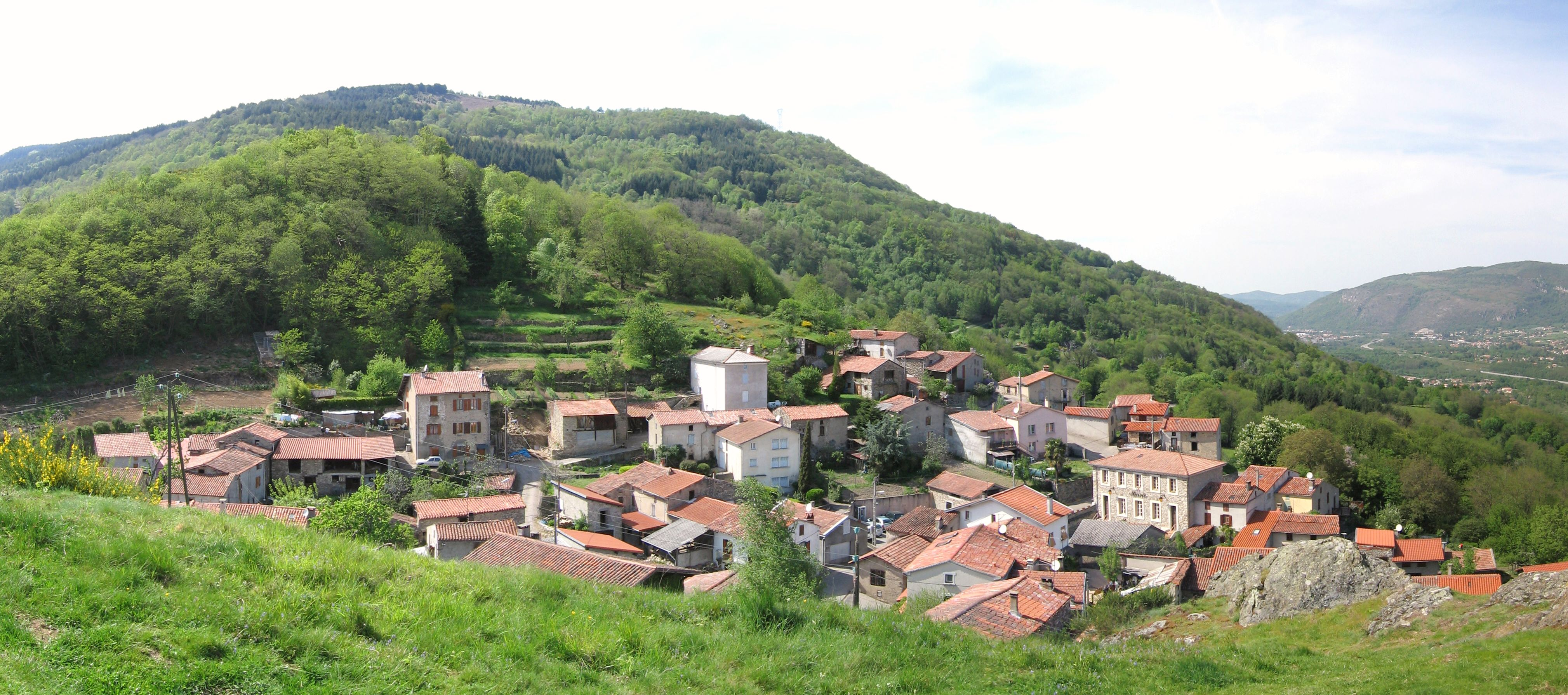
Монтульё
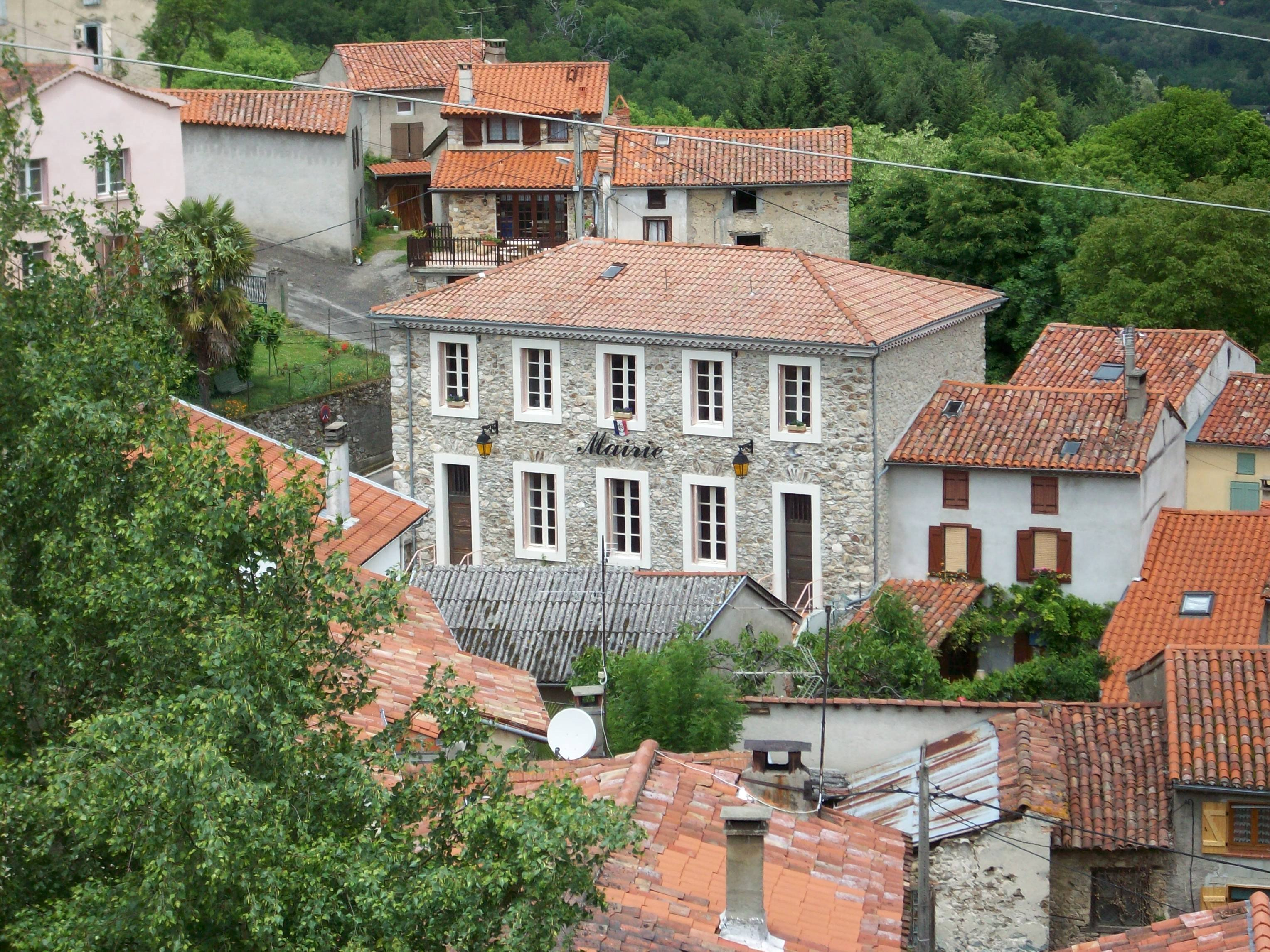
Мэрия
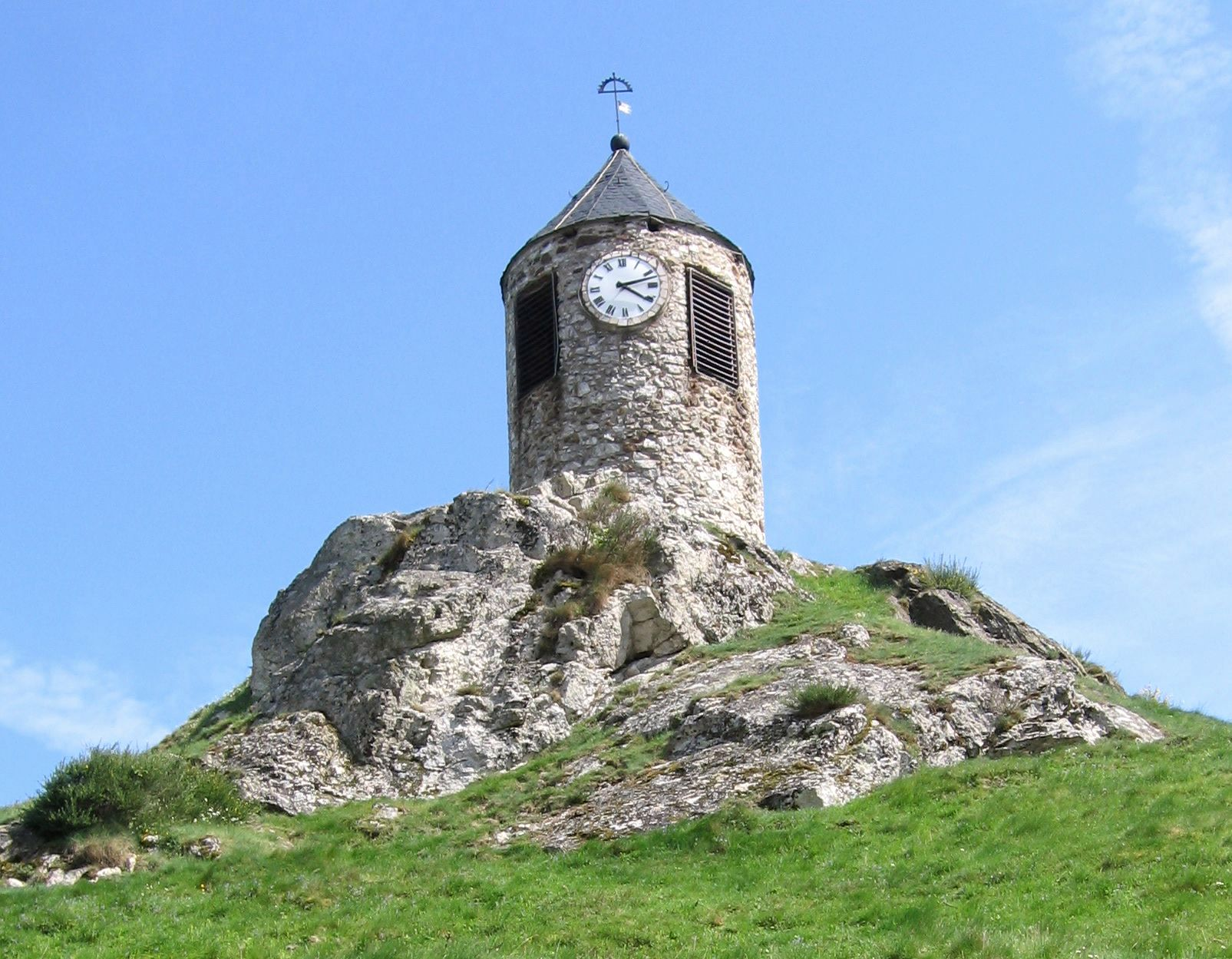
Башня
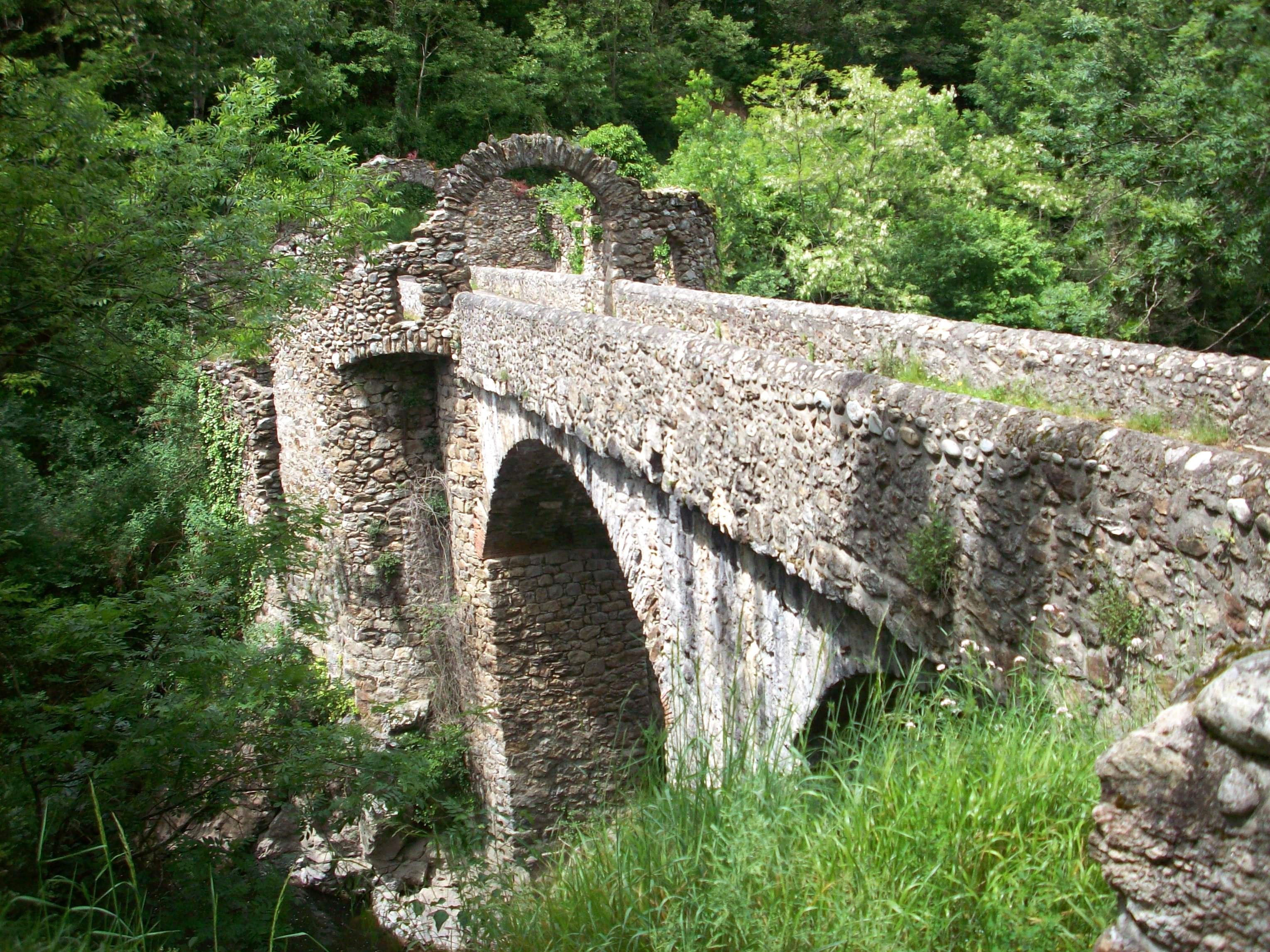
Мост дьявола